# Guillaume de Nangis
Franciául Guillaume de Nangis, magyarosan Nangis-i Vilmos (1250 körül – 1300 körül) latin nyelven író középkori francia krónikás.

## Működése
Szent Dénes apátságában volt szerzetes, ahol 1285 körül az okirattár őrzőjévé (custos cartarum) nevezték ki. Guillaume írásai forrásául szolgáltak annak a krónika-kompilációnak, melyet Franciaország Nagy Krónikájának (Grandes Chroniques de France) neveznek. Nevét írásai közül elsősorban a Chronicon című műve tette ismertté, mely a Teremtéstől 1300-ig vezeti végig az események fonalát. Az 1113. előtti korszakra vonatkozó részek Sigebert de Gembloux és mások krónikáiból származó értesülések mechanikus átemelései, az ezt követő időszakra vonatkozóan azonban értékes információkat tartalmaz. Többen folytatták, Jean de Venette 1368-ig ismertette az eseményeket.
Guillaume a krónika mellett gesztákat is írt. Írt gesztát IX. Lajosról, III. Fülöpről, megírta a francia királyok rövid élettörténetét (Chronicon abbreviatum regum Francorum), illetve fennmaradt néhány ófrancia nyelven készített írása. Bár nem volt önálló alkotó, sokkal inkább másokból merített, a középkorban és a kora újkorban népszerű volt, így például sokat merített belőle Jean de Joinville is.

## Fordítás
- Ez a szócikk részben vagy egészben  a   Guillaume de Nangis című angol Wikipédia-szócikk ezen változatának fordításán alapul.  Az eredeti cikk szerkesztőit annak laptörténete sorolja fel. Ez a jelzés csupán a megfogalmazás eredetét és a szerzői jogokat jelzi, nem szolgál a cikkben szereplő információk forrásmegjelöléseként.